# Furcacaudidae
Furcacaudidae é uma família de agnatos telodontídeos do Devoniano Inferior. É a família-tipo da ordem Furcacaudiformes . 